# Groschen
Groschen è il nome generico dato nei paesi di lingua tedesca al grosso. Negli antichi documenti è abbreviato gl.
I primi grossi furono coniati in Italia prima del 1200 in città come Firenze, Genova, Milano (ca. 1195), Venezia (1202). 
In Francia i primi grossi furono coniati nel 1266 come Gros tournois.
Nel mondo tedesco i primi furono il Grosso tirolino, coniato a Merano nel 1271 dal conte Mainardo II, il Prager Groschen (ca. 1300) e il Grosz di Cracovia (Grosz krakowski) del 1367.
I Groschen erano monete di peso nettamente maggiore rispetto alle precedenti e di argento di ottima qualità. Il valore poteva andare da 2 denari (Pfennig) fino a un soldo (Schilling) da 12 Pfennig.

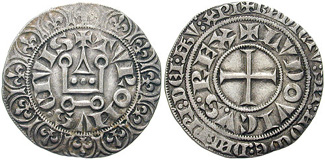
Groschen di Luigi di Baviera

Nel 1328 l'imperatore Luigi IV di Baviera autorizzò il conte di Berg Adolfo VI a coniare dei grossi tornesi a Wipperfürth. Questi furono i primi Groschen a essere coniati nel territorio dell'attuale Repubblica federale tedesca.
Sempre a imitazione del gros tournois furono coniati verso il 1300 il Prager Groschen e nel 1338 il Meißner Groschen. 
Entrambe le monete ebbero una notevole importanza e influenzarono molto le coniazioni tedesche. Il Groschen da 12 Pfennig era ancora più grande.

## Altre monete
Il Groschen (o Grosz) polacco da 6 Pfennig valeva solo la metà del Groschen.
In Slesia veniva coniato un Grösch(e)l o Gresch(e)l da 3 - 2½ Pfennig. Con lo stesso nome (Grösch(e)l), che è il diminutivo di Groschen, venivano denominati nella Germania meridionale monete come il mezzo Batzen.
Un Grosch (pl. Groschi) era coniato in Moldavia nella seconda metà del XIV secolo.
Il Turnosgroschen (o semplicemente Turnose) era una moneta uguale al gros tournois.

## Monetazione moderna
Nel XIX secolo la Prussia coniò un Silbergroschen da 12 Pfennig. Monete con lo stesso nome erano state emesse a Meiß ed in altre località.
La Sassonia emise un Neugroschen dal 1840 al 1873 che era invece diviso in 10 Neu-Pfennig.

## Monetazione contemporanea
In Germania dopo l'introduzione del marco da 100 Pfennig (1871) il Groschen come denominazione ufficiale sparì. Localmente era diffusa l'abitudine di chiamare Groschen la moneta da 10 Pfenning, abitudine rimasta fino all'introduzione dell'euro.

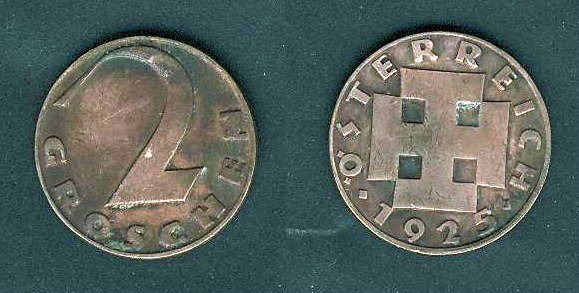
Moneta austriaca da 2 Groschen

Tra il 1924 ed il 1938 e dal 1945 fino al 2001 il Groschen era la 1/100 parte dello scellino austriaco. 
Tra il 1815 ed il 1860, tra il  1924 ed il 1939 e di nuovo dal 1950 in Polonia un grosz è la 1/100 parte dello Złoty polacco.
Il Groschen dà il nome alla famosa opera di Bertolt Brecht, L'opera da tre soldi (die Dreigroschenoper).
La moneta da 10 centesimi di euro in Germania ed Austria è chiamata Groschen.
In Russia la parola грош (groš) è sinonimo di moneta frazionaria. Era una moneta di rame dal valore di due copechi in uso dal XVIII secolo alla metà del XIX.
In Turchia un Kuruş è la 1/100 parte della Lira turca